# 劉鴻
劉鴻（りゅう こう、生年不詳 - 147年）は、後漢の皇族。勃海孝王。質帝の父。

## 経歴
楽安夷王劉寵の子として生まれた。121年（永寧2年）、父が死去すると楽安王の封を嗣いだ。安帝が死去すると、初めて楽安国に赴任した。127年（永建2年）1月、劉鴻は洛陽に来朝した。146年（本初元年）5月庚寅、劉鴻は勃海王に改封された。147年（建和元年）7月、死去した。諡を孝といった。
子の劉纘が質帝として即位したため、勃海王位は桓帝の弟の蠡吾侯劉悝が嗣いだ。

## 伝記資料
- 『後漢書』巻55 列伝第45